# بخش واشینگتن (شهرستان استارک، اوهایو)
بخش واشینگتن (به انگلیسی: Washington Township) یک منطقهٔ مسکونی در ایالات متحده آمریکا است که در شهرستان استارک، اوهایو واقع شده‌است.
 بخش واشینگتن ۷۹٫۷ کیلومتر مربع مساحت و ۴٬۷۹۱ نفر جمعیت دارد و ۳۷۵ متر بالاتر از سطح دریا واقع شده‌است.